# Ned Doig
John Edward „Ned“ Doig, oder auch „Ted“ Doig, (* 29. Oktober 1866 in Letham; † 7. November 1919 in Liverpool) war ein schottischer Fußballtorhüter. Er gewann mit dem AFC Sunderland zum Ausgang des 19. Jahrhunderts sowie 1902 gleich vier englische Meisterschaften, bevor er noch einmal im hohen Alter zum FC Liverpool wechselte und auch dort im Meisterschaftskader der Saison 1905/06 stand.

## Sportlicher Werdegang
Doig zeigte sich bereits im Teenageralter am Spiel eines Fußballtorwarts interessiert und baute sich der Legende nach aus drei Holzbalken, die er sich von der nahegelegenen Werft in Arbroath beschafft hatte, ein eigenes Tor. Dessen ungeachtet trat er zunächst als Feldspieler auf der rechten Flügelposition für den Amateurklub St Helena in Arbroath in Erscheinung, bevor er ab 1884 für zwei Jahre Torhüter der Reservemannschaft des FC Arbroath wurde. Im Februar 1886 debütierte er schließlich für die erste Mannschaft gegen Dundee Harp, nachdem am selben Tag der übliche Stammkeeper James Milne plötzlich ausgefallen war. Doig war zu diesem Zeitpunkt bereits in der Stadt wohlbekannt und vor allem sein unkonventionelles Torwarttraining hatte sich herumgesprochen. Um den Ball per Faustabwehr möglichst weit nach vorne zu platzieren, übte er dies mit einem Ball, der mit einem Seil an der Querlatte angebunden war – dabei gelangen ihm oft zwei Umdrehungen, wobei üblicherweise nur eine Umdrehung gelang. Mit schnellen Sprints vor und zurück sowie dem Anheben von Hantelgewichten, die er an den Torpfosten platziert hatte, schulte er zudem gleichzeitig Athletik, Agilität und Schnelligkeit. Dazu konnte er – wie sonst nur noch „Fatty“ Foulke – den Ball bis über die Mittellinie abwerfen und mit beiden Armen gleich stark agieren. Neben dem Fußball bewies er sich auch in anderen Disziplinen und beim Arbroath Sports Day im Jahr 1888 siegte er unter anderem im Hochsprung, 300-Yard-Rennen und im Hürdenlauf. Zu diesem Zeitpunkt war er bereits schottischer Nationalspieler und er hatte sein erstes Länderspiel am 19. Februar 1887 gegen Irland (4:1) bestritten. 
Im November 1889 zog es ihn zu den Blackburn Rovers nach England und er wurde dort Profispieler. Jedoch überwarf er sich nach nur einem einzigen Einsatz mit dem Klub, woraufhin er in die schottische Heimat zurückkehrte. Durch sein Profiengagement war er jedoch für den Amateurverein FC Arbroath nicht mehr spielberechtigt, so dass er sich erneut in England umsah. Der AFC Sunderland war 1890 erstmals für den Spielbetrieb der Football League zugelassen worden und Doig sollte in der Saison 1890/91 den vormaligen Amateurtorhüter ersetzen. Unglücklicherweise versäumte es sein neuer Klub eine Woche lang, für ihn eine gültige Spielberechtigung zu erwirken – dadurch wurden dem AFC Sunderland letztlich zwei Punkte abgezogen. Doig hatte sich mit diesem Schritt auch endgültig für eine Fußballerkarriere entschieden und gab seinen vormaligen Beruf als Versicherungsangestellter auf. Die Abkehr vom Amateurdasein bedeutete jedoch auch, dass er lange (bis April 1896) nicht mehr für die schottische Nationalmannschaft nominiert wurde.
Der AFC Sunderland entwickelte sich ab den 1890er-Jahren zu einem dominierenden englischen Fußballteam und mit Doig, dessen Aktionen nach Berichten von Zeitzeugen als „brilliant“, „wagemutig“ und „katzengleich“ beschrieben wurden, gewann das Team bis 1902 vier Meisterschaften (1892, 1893, 1895 und 1902). Doig absolvierte in dieser Phase mehr als 400 Ligapartien und war als „Prinz der Torhüter“ bekannt, während die Mannschaft als „The Team of All the Talents“ gerühmt wurde. Großen Wiedererkennungswert besaß er auch mit seiner auffälligen Mütze, die er in erster Linie trug, um seinen deutlichen Haarausfall zu kaschieren. Es hielten sich dabei die Gerüchte, dass gegnerische Spieler Jagd auf diese Mütze machten, da man Doig unterstellte, er würde sich im Zweifel mehr um seine Kopfbedeckung als um den Ball kümmern. Sunderlands Mannschaft war gespickt von schottischen Spielern und zeitweise standen zehn Akteure, die nördlich der schottisch-englischen Grenze geboren worden waren, in der Formation. Nach seiner Rückkehr in die schottische Nationalelf, für die er insgesamt fünf A-Länderspiele absolvierte, stand er auch beim Spiel gegen England am 5. April 1902 zwischen den Pfosten. Diese Partie ging aufgrund eines Tribünenzusammenbruchs mit 25 Toten als Ibrox-Katastrophe in die Fußballgeschichte ein und wurde abgebrochen. Im Alter von 37 Jahren suchte er dann im Juli 1904 eine neue Herausforderung nach insgesamt 14 Jahren in Sunderland. Der gerade in die zweite Liga abgestiegene FC Liverpool zahlte letztlich eine Ablösesumme zwischen 150 und 220 Pfund (die Quellen weichen hier voneinander ab). Den Transfer begleiteten einige Missklänge, da Sunderland zuvor einen ablösefreien Wechsel verhindert hatte und dazu bereits gewesen war, an die damalige Gehaltsobergrenze für Doig zu gehen.
Den maßgeblichen Anteil an dem Wechsel hatte Liverpools Trainer Tom Watson, der von 1888 bis 1896 in Sunderland gearbeitet hatte. Am 1. September 1934 debütierte Doig für Liverpool und er war mit 37 Jahren und 307 Tagen der älteste Liverpool-Spieler zum Zeitpunkt des Einstands. Auf dem Weg zum Wiederaufstieg 1905 hatte er einen maßgeblichen Anteil. Trotz des hohen Alters erhielt er sich seine Schnelligkeit und die deutlich gestärkte Defensive kassierte in 34 Ligaspielen lediglich 25 Gegentore. Im folgenden Jahr verlor er dann jedoch seinen Stammplatz an den künftigen englischen Nationaltorhüter Sam Hardy und auf dem Weg zur überraschenden englischen Meisterschaft als Aufsteiger steuerte Doig gerade einmal acht Einsätze bei. In den anschließenden zwei Jahren litt er zunehmend an Rheumabeschwerden und ließ nur noch neun weitere Partien folgen. Seine letzte Begegnung am 11. April 1908 gegen Newcastle United (1:3) markierte einen weiteren „Altersrekord“ mit 41 Jahren und 165 Tagen. Kurz darauf trennte sich Liverpool von Doig, angeblich mit einer schnöden Postkarte und den Worten „Ihre Dienste werden nicht mehr benötigt“.
Bis zu seinem sportlichen Rücktritt 1910 ließ Doig die aktive Laufbahn mit 85 Partien für die St Helens Recreationals in der Lancashire League ausklingen und Doig hatte während seiner Laufbahn mindestens 1.055 Spiele bestritten. Die Familie Doig blieb wohnhaft in Liverpool und residierte nur wenige Straßen von Anfield entfernt. Anfang November 1919 erkrankte er an der Spanischen Grippe und verstarb kurz darauf – weniger als ein Jahrzehnt nach dem Ende seiner Fußballerlaufbahn.

## Titel/Auszeichnungen
- Englischer Fußballmeister (4): 1892, 1893, 1895, 1902